# Saboteur (película)
Saboteur (en España y en México, Sabotaje; en Argentina, Saboteador) es una película de espionaje estadounidense de 1942 del género de suspense dirigida por Alfred Hitchcock y con Robert Cummings, Priscilla Lane, Otto Kruger y Norman Lloyd en los papeles principales. El guion fue escrito por Peter Viertel, Joan Harrison y Dorothy Parker.
La película trata sobre Barry Kane, un empleado en una planta de ensamblaje de aviones quien es acusado de provocar un incendio en la planta, en el que muere su mejor amigo. El protagonista huirá de las autoridades y tratará de encontrar al verdadero autor del sabotaje. 

## Trama
El trabajador de una fábrica de aviones Barry Kane (Robert Cummings) está acusado de iniciar un incendio en Stewart Aircraft Works en Glendale, California , un acto de sabotaje que mató a su amigo Mason (Virgil Summers). Kane cree que el verdadero culpable es un hombre llamado Fry (Norman Lloyd) quien, durante sus esfuerzos por apagar el fuego, le entregó un extintor lleno de gasolina, que le pasó a Mason. Cuando los investigadores no encuentran a nadie llamado "Fry" en la lista de trabajadores de la planta, asumen que Kane es el culpable.
Más temprano, de camino al almuerzo, Kane y Mason habían visto el nombre de Fry en un sobre que dejó caer. Kane recuerda la dirección y viaja a un rancho en el Alto Desierto . El propietario del rancho, Charles Tobin (Otto Kruger), parece ser un ciudadano muy respetado, pero revela que está trabajando con los saboteadores. Kane se entera de un correo que ve que Fry se ha ido a Soda City. Tobin ha llamado al sheriff, pero Kane escapa de la policía y se refugia con un bondadoso ciego (Vaughan Glaser) cuya sobrina, Patricia "Pat" Martin (Priscilla Lane), es una modelo famosa por aparecer en vallas publicitarias. Aunque su tío le pide que lleve a Kane al herrero local para que le quiten las esposas, intenta llevarlo a la policía. Kane insiste en que es inocente y secuestra a Martin. Cuando él toma el control del automóvil y se detiene, ella salta y trata de indicarle a un automóvil que pasa que se detenga. Él usa la polea de la correa del ventilador del generador de su auto para romper sus esposas, causando que el auto se sobrecaliente y se descomponga.
Al caer la noche, la pareja se refugia en un tren de circo. Los artistas del circo los reconocen como fugitivos pero deciden protegerlos de la policía. Kane y Martin llegan a Soda City, una ciudad fantasma donde los saboteadores se preparan para volar la presa Boulder . Kane es descubierto por los saboteadores, pero oculta a Martin y convence a los saboteadores de que está aliado con ellos. Después de frustrar su plan para destruir la presa, Kane los convence de que se quiten las esposas y lo lleven con ellos a Nueva York . Se entera de su plan para sabotear el lanzamiento de un nuevo acorazado de la Marina de los Estados Unidos en el Brooklyn Navy Yard.. La actuación de Kane también ha engañado a Martin; se pone en contacto con las autoridades, con la esperanza de llegar a Nueva York para obstruir los planes de los saboteadores.
Los saboteadores llegan a Nueva York pero encuentran que el teléfono de su oficina está desconectado, lo que indica que la policía los está siguiendo. Se encuentran con la viuda de Nueva York, la Sra. Sutton ( Alma Kruger ) y otros conspiradores en su mansión, durante una gran fiesta de sociedad. Kane encuentra al Martin capturado, que fue traicionado por un sheriff corrupto. Mientras Kane intenta hacerle una señal para que escape, llega Tobin. Reconoce a Kane y lo expone. Tobin tiene a Kane inconsciente y encerrado en el sótano de la mansión. Martin está encarcelado en una oficina del Rockefeller Center . A la mañana siguiente, Kane activa una alarma de incendio en la mansión y escapa. Martin deja caer una nota desde la ventana de la oficina, que encuentran algunos taxistas.
Kane llega al Navy Yard, pero solo unos minutos antes del lanzamiento. En lugar de esperar para explicar a las autoridades de Yard, se apresura a buscar a los saboteadores. Ve a Fry en un camión con cámara de noticiero falso , preparado para volar la grada durante el lanzamiento. Su lucha evita que Fry detone la explosión hasta segundos después del exitoso lanzamiento del acorazado USS Alaska . 
Fry toma prisionero a Kane y regresa con sus dos cómplices a la oficina del Rockefeller Center. La policía y el FBI, alertados por la nota de Martin, los están esperando. Los cómplices son atrapados, pero Fry se mete en la parte trasera de un cine adyacente ( Radio City Music Hall ). Le dispara a un hombre entre la audiencia y escapa presa del pánico. Frente al teatro, Kane ve a Fry subir a un taxi. Aún manteniendo a Kane bajo custodia, el FBI se niega a seguir a Fry, por lo que Kane le dice a Martin que siga al saboteador. Ella sigue a Fry en el ferry a Bedloe's Island ("Liberty Island" en la actualidad), atrayendo su atención, y luego a la Estatua de la Libertad.. Ella llama al FBI y, bajo su dirección, entra en la estatua para encontrar a Fry y distraerlo. En la sala de observación en la corona de la estatua, entabla una conversación con Fry, deteniéndolo hasta que llegan Kane y el FBI.
Kane escapa de su escolta y se encuentra con Martin, quien le dice que Fry está escapando. Kane persigue a Fry hasta la plataforma de observación de la antorcha. Cuando Kane sale del túnel, se enfrenta a Fry a punta de pistola. Mientras se aleja de Kane, Fry cae accidentalmente sobre la barandilla de la plataforma y se aferra a la mano de la estatua. Kane baja para intentar salvar a Fry. Cuando la policía y el agente del FBI llegan a la plataforma, mirando desde la barandilla, Fry se resbala. Kane agarra la manga de la chaqueta de Fry y trata de ponerlo a salvo; sin embargo, las costuras de la chaqueta se rompen gradualmente. Indefenso y aterrorizado, Fry cae y muere a pesar del esfuerzo de Kane por rescatarlo. Kane vuelve a subir y abraza a Martin.

## Reparto
- Robert Cummings como Barry Kane
- Priscilla Lane como Patricia "Pat" Martin
- Otto Kruger como Charles Tobin
- Alan Baxter como Freeman
- Clem Bevans como Neilson
- Norman Lloyd como Frank Fry
- Alma Kruger como Mrs. Sutton

### Cameo de Alfred Hitchcock
El clásico cameo del director aparece en el minuto 01:04:37, donde se le puede ver afuera de una farmacia, aparentemente hablando con lenguaje de señas con una mujer. Whitty (2016) habla de otros dos cameos planeados, pero uno no lo aprobaron los censores y otro, originalmente planeado para Hitchcock y Dorothy Parker, acabó interpretado por otros actores

## Producción

### Desarrollo
Hitchcock tenía un contrato con David O. Selznick, por lo que primero le presentó la idea de la película; Selznick dio el visto bueno para que se escribiera un guion, asignando a John Houseman para vigilar su progreso y dirección. Val Lewton, el editor de la historia de Selznick, finalmente rechazó el guion, que el crítico Leonard Maltin luego calificó como "extremadamente poco convencional",  por lo que Selznick obligó a Hitchcock a ofrecerlo a otros estudios, "causando resentimientos entre el productor y su director. ya que no sólo mostró falta de fe en las habilidades de Hitchcock, sino también porque los términos del contrato de Hitchcock le reportarían a Selznick una ganancia del trescientos por ciento en la venta ".
Universal firmó, pero Hitchcock no pudo tener a los dos actores que quería para los papeles principales. Gary Cooper no estaba interesado en el proyecto y Barbara Stanwyck tenía otros compromisos. Se decidió por Robert Cummings, que tenía un nuevo contrato con Universal, mientras que Priscilla Lane fue prestada por la Warner Bros aunque sus escenas tuvieron que esperar mientras terminaba Arsenic y Old Lace, una producción que finalmente se archivó hasta su lanzamiento en 1944. 
En noviembre de 1941, Universal anunció que Hitchcock haría la película para el estudio y sería producida por Frank Lloyd y Jack Skirball y que Cummings y Lane la protagonizarían.  Hitchcock dijo más tarde que tenía "suerte" de tener "actores jóvenes que son inteligentes y sensibles a la dirección" y "actores que son inconfundiblemente jóvenes estadounidenses. Fue fácil sacar a relucir las cualidades familiares para hacer que Bob pareciera el chico adorable en en el próximo torno oa la vuelta de la esquina. En Priscilla también tenía los atributos resueltos y atrevidos típicos de la niñez estadounidense. Quería que el niño y la niña de Saboteur sugirieran la importancia emocionante de las personas sin importancia, que se olvidaran de que eran estrellas de cine, que solo recordaran que estaban libres y en terrible peligro ".
Universal trajo a Dorothy Parker para que escribiera algunas escenas, "principalmente los discursos patrióticos del héroe".  Aunque Parker había sido contratado para "reforzar el diálogo", Hitchcock también llamó a Peter Viertel para que continuara trabajando en el guion.
Hitchcock describió la película como una serie de "cameos" como Los 39 pasos . Originalmente estaba destinado a terminar con un clímax en el cine que mostraba la película Ride 'Em Cowboy de Abbott y Costello . Según The New York Times, "el estudio cree que la contratación mejorará materialmente el prestigio de los comediantes".  Sin embargo, esa película no se utilizó en la película final.

### Rodaje
El rodaje de la película tuvo lugar entre diciembre de 1941 y febrero de 1942.

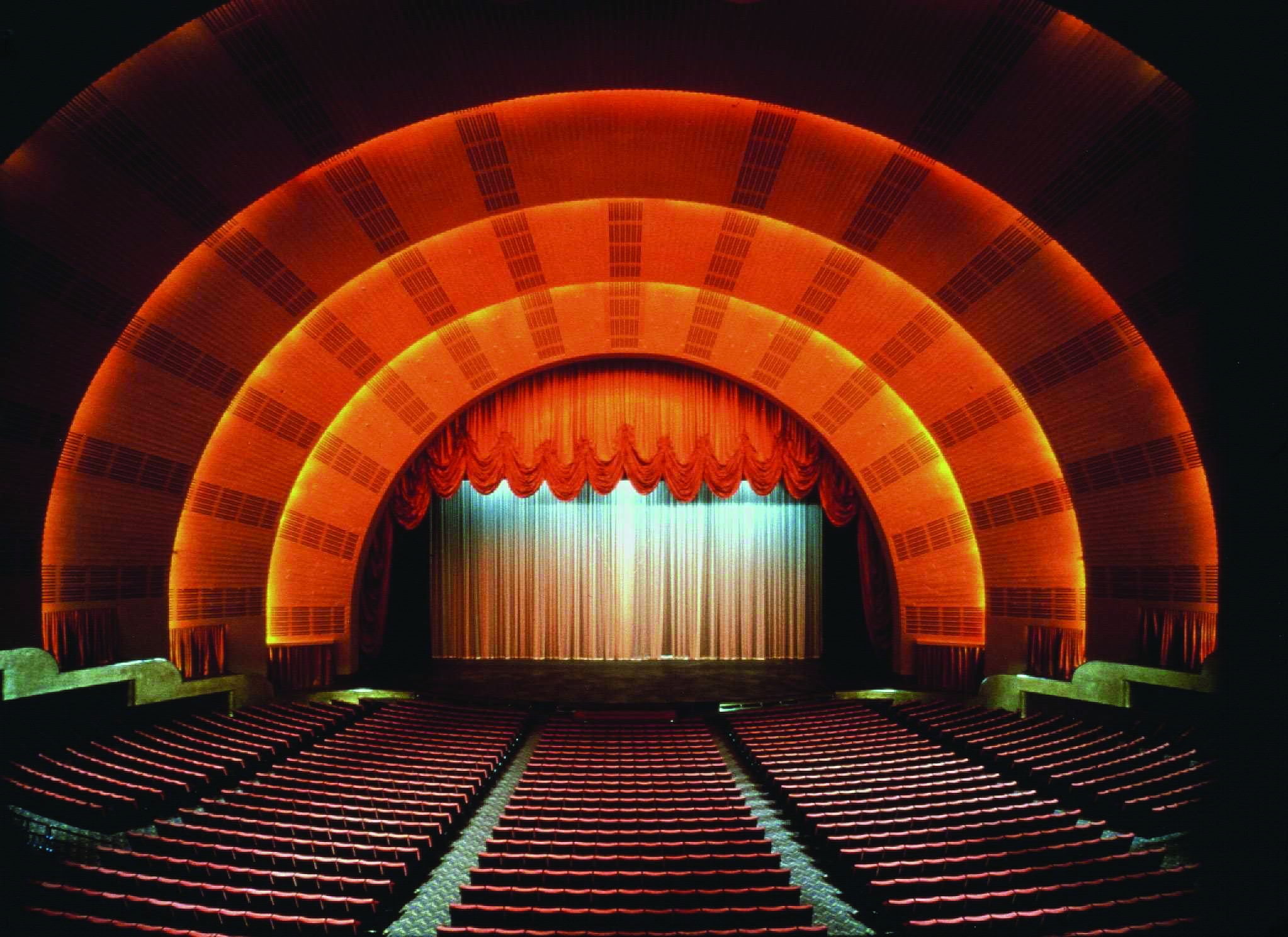
Lugar donde se rodó las escenas del Radio City Music Hall

Hitchcock utilizó un extenso metraje de locación en la película, lo cual era inusual para las producciones de Hollywood en ese momento. El director de la segunda unidad, Vernon Keays, y el director de fotografía Charles Van Enger, filmaron los exteriores en las colinas de Alabama en Lone Pine, California, y John P. Fulton filmó las imágenes de fondo en la ciudad de Nueva York. Para las imágenes de la ciudad de Nueva York, se utilizaron lentes largos especiales para disparar desde grandes distancias. Una fotografía de fondo muestra un barco volcado en el puerto. Fry lo mira y sonríe con complicidad. El barco que se muestra es el antiguo SS Normandie, que se quemó y se hundió en febrero de 1942, lo que generó rumores de sabotaje alemán.
Hubo una combinación inteligente de las imágenes de la ubicación con las tomas de estudio, muchas de las cuales usaron pinturas mate como fondo, por ejemplo, en tomas de la ciudad fantasma del oeste, "Soda City". La famosa secuencia de la Estatua de la Libertad tiene lugar en la plataforma de la antorcha, que en realidad había estado cerrada al acceso público desde el sabotaje de Black Tom en 1916. Una maqueta construida para filmar representaba con precisión esta parte de la estatua. La escena también utilizó efectos visuales innovadores. En particular, Lloyd yacía de costado sobre una silla de montar negra sobre un piso negro mientras la cámara se movía desde un primer plano hasta 40 pies por encima de él, lo que lo hacía parecer caer hacia abajo, lejos de la cámara. La película tomada desde la parte superior de la estatua se superpuso sobre el fondo negro.
No hubo partitura para la secuencia de Radio City de la película; en cambio, Hitchcock combinó la acción mostrada en la pantalla del cine (incluidos los disparos) con la acción en el teatro. El contraste de las imágenes de la pantalla grande con el tiroteo a continuación incluyó a la audiencia en la acción y fue una de las escenas más efectivas de Saboteur.
Guion, preproducción y fotografía principal de Saboteur estuvieron listos en 15 semanas, el trabajo de Hitchcock más rápido en toda su filmografía. En enero de 1942, la película estaba en postproducción. A principios de abril, Saboteur fue "marcado con bandera roja" por funcionarios de la Oficina de Guerra que estaban preocupados por la escena que involucraba a las SS Normandie. Respecto a esta escena, Hitchcock dijo: "La Armada se enfureció con Universal por este rodaje porque yo insinué que el Normandie había sido saboteado, lo cual era un reflejo de su falta de vigilancia para resguardarlo". A pesar de las objeciones oficiales, la escena permaneció en la película final.  Saboteur se estrenó en Washington D. C. el 22 de abril de 1942, con la presencia de Hitchcock, Cummings y Lane, junto con 80 senadores y 350 congresistas estadounidenses.

### Uso de la ironía y simbolismo
Hitchcock hizo uso de la ironía en numerosas ocasiones en Saboteur.  Por ejemplo, al principio de la película, las autoridades son vistas como amenazantes, mientras que el respetado ranchero y amable abuelo es un agente enemigo. Por el contrario, solo la gente común y los que tienen mala suerte perciben la inocencia de Kane y ofrecen confianza: un camionero de larga distancia, un amo de casa ciego y los fanáticos del circo . En la ciudad de Nueva York, la adinerada Sra. Sutton está financiando en secreto a un grupo enemigo.
Saboteur es un ejemplo temprano de la desconfianza en la autoridad que es uno de los sellos distintivos de Hitchcock. 
Conduciendo por el paseo marítimo de Nueva York, el automóvil de Kane pasa por el casco volcado del transatlántico SS Normandie, una ominosa advertencia de lo que podría suceder si los conspiradores tienen éxito en sus planes. 
La batalla final que simboliza la tiranía contra la democracia tiene lugar en la antorcha de la Estatua de la Libertad.

## Recepción
Saboteur lo hizo "muy bien en la taquilla incluso con su elenco de clase B"; produjo una "buena ganancia para todos los involucrados". Bosley Crowther del The New York Times llamó a la película una "película rápida y de alta tensión que se lanza hacia adelante tan rápidamente que permite una pequeña oportunidad para mirar hacia atrás. Y arroja los agujeros y los baches que la plagan con una velocidad que trata de taparlos con fuerza". Crowther comentó que "tan abundantes [son] los acontecimientos sin aliento que uno podría olvidar, en el alboroto, que no hay lógica en esta búsqueda inútil"; También cuestionó la "presentación informal del FBI como un montón de idiotas torpes, la indiferencia general [de la película] hacia los agentes autorizados y [su] insulto a la policía del astillero naval", todo lo cual "vicia de alguna manera las implicaciones patrióticas que he intentado destacar en la película". 
La revista Time reseñó Saboteur como "una hora y 45 minutos de puro melodrama de la mano del maestro"; y observó que "los toques de ingenio sirven a fines que son secundarios respecto a la intención melodramática de Saboteur. Advierten a los estadounidenses, de un modo que hasta ahora Hollywood no ha logrado, de que los quintacolumnistas pueden ser ciudadanos con apariencia limpia y patriótica, igual que ellos."